# Abrahimowicz
Abrahimowicz – polski herb szlachecki pochodzenia tatarskiego.
 

## Opis herbu
Opis zgodnie z klasycznymi regułami blazonowania:
W polu barwy niewiadomej jarzmo barwy niewiadomej z zaćwieczonym takimż pierścieniem. 
Klejnot: Trzy pióra strusie.
Herbarz szlachty tatarskiej Dziadulewicza pokazuje nieco inny rysunek godła (tamgi), a także przypisuje rodzinie tytuł kniaziów, stąd wersja z mitrą książęcą.

## Najwcześniejsze wzmianki
Z 1523 roku pochodzi wzmianka o protoplaście rodu Abrahimie Bachtjarowiczu.

## Herbowni
Abrahimowicz